# Madame de Lauvergne
Madame de Lauvergne, también conocida como Lénodaride (Le Roux, 1620-década de 1670) fue una poeta francesa que perteneció al movimiento del Preciosismo.
En sus poemas hay alusiones a su atracción por una actriz. Su poesía fue redescubierta en 2020 por la obra de Alice Coffin, Le Génie Lesbien.

## Trayectoria
Nacida en Le Roux en 1620, era originaria de Normandía donde su familia estaba unida por matrimonio al marquesado de Neuville, según el investigador A. Briquet. Su protectora fue la madre de la marquesa de Neuville. En 1660, a la edad de 40 años, quedó viuda.
La falta de información sobre las autoras se debe a menudo a la ausencia de publicaciones con su nombre, incluso en el caso de mujeres que gozaron de notoriedad mientras estaban vivas.Para Myriam Defour-Maître, la notoriedad de las autoras llegaba principalmente a través de sus redes sociales, ya que la publicación era lenta y difícil y, a menudo, bajo seudónimo. Madame de Lauvergne obtuvo del rey un privilegio de publicación, dando al librero la exclusividad de la impresión y venta del texto, como logró también Antoinette Deshoulières.

### Inspiración sáfica
En su "Soneto a la señorita Godefroy»,  declaraba su amor a la destinataria del poema, la actriz de la Comédie-Française Marie Anne Du Rieu, a través del verso “si no fueras absolutamente dueña de mi corazón… ”. Era común que la correspondencia entre mujeres poetas del Preciosismo adquiriera una dimensión lésbica en su retórica. Para Stéphanie Bung, la colección pudo ser una escritura colectiva orquestada para mostrar una ficción de amistades sáficas en los poemas de una mujer de la nobleza.

## Poesía
Madame de Lauvergne es considerada una de las principales autoras del movimiento Preciosismo por realizar una importante contribución. Se autodenomina Lénodaride según la tradición de las "Preciosas" que consistía en renombrarse con nombres tomados de la antigüedad.
Es sobre todo conocida por su madrigal, una composición de versos galantes, en su Recueil de poésies (Colección de poemas) dedicados a su protectora. La obra de 85 piezas galantes fue publicada en 1680, cuando ella ya había muerto,  por el editor parisino Claude Barbin. Este, que estuvo como librero activo en París de 1656 a 1698, dio a conocer a Madame de Lafayette y publicó a numerosas damas como Madeleine de Scudéry y Marie -Catherine Desjardins de Villedieu entre otras.
La obra toma la forma de un frontispicio escrito por un único autor que esconde una colección de polígrafo, un truco editorial común en la época. Según Frédéric Lachèvre, cinco autoras contribuyeron a la redacción y 23 poemas fueron extraídos de la publicación de la Recueil de pièces galantes de la Comtesse de La Suze et de Monsieur Pelisson (Colección de Piezas Galantes de la Condesa de La Suze y Monsieur Pelisson), considerada una de las primeras colecciones galantes editadas por Gabriel Quinet en 1663 en París. Según Stéphanie Bung, el objetivo comercial habría sido constituir una primera antología galante, preparando la publicación de la Recueil des plus belles pièces des poètes françois (Colección de las piezas más bellas de los poetas franceses) (1692).

## Recepción
Una polémica centró la atención sobre la autora al convertirla en uno de los hipotéticos seudónimos de Madame de La Fayette. Los sonidos de sus nombres Lauvergne y La Vergne son cercanos. Alphonse Séché la describió como "la doble de Madame de la Fayette". Sin embargo, Charles-Louis Livet lo negará, "No se puede hablar aquí de la señorita Marie-Madeleine Pioche de La Vergne, señora de Lafayette, ya que su matrimonio tuvo lugar el 15 de febrero de 1655" .
Eugène Viollet-le-Duc la describió con grandes elogios en su Catálogo poético.

## Obra
- Recueil de poésies par Madame de Lauvergne, dédié à Madame la Marquise de Neuville, Claude Barbin, 1680 Gallica